# Cornish, New Hampshire
Cornish är en kommun (town) i Sullivan County i delstaten New Hampshire, USA. År 2010 hade staden 1 640 invånare. 